# Kleinzeche Haunert
Die Kleinzeche Haunert war ein Steinkohlenbergwerk im Bochumer Stadtteil Stiepel. Sie ist ein typisches Exemplar der Kleinzechen im Ruhrbergbau nach 1945.

## Geschichte
Im Friedrichstal im Weitmarer Holz, nahe dem Malakow-Turms der ehemaligen Zeche Brockhauser Tiefbau, wurde am 1. Mai 1946 die Zeche gegründet. Es lag im Grubenfeld der Gelsenkirchener Bergwerks-AG (GBAG). Der Besitzer war Bernhard Haunert. Benannt wurde die Zeche zuerst nach der nahe gelegenen Wirtschaft Westerberg. Die Beschäftigtenzahl schwankte zwischen 18 und 65 Beschäftigten. Im Jahr 1952 wurden mit 17.132 Tonnen die höchste Förderung unter diesem Namen erzielt.
Die Zeche war ein typischer Vertreter des Kleinbergbaus nach dem Zweiten Weltkrieg. Der nötige Bedarf von Kohle konnte nicht von den, teils zerstörten, Großzechen gedeckt werden. Ein Zentrum dieser Zechen waren die Täler an der Ruhr, in denen, wie schon in den Notzeiten nach dem Ersten Weltkrieg, mit teils unkontrolliertem Abbau in den alten Anlagen des 18. und 19. Jahrhunderts gegraben wurde. Die Fördermengen waren gering, und nur wenige Bergleute waren hier beschäftigt. Diese Zechen erhielten im Volksmund den Namen „Pütt Eimerweise“. Nichtsdestotrotz gab es im Bochumer Süden in den 1950er Jahren zwischenzeitlich bis zu 100 Kleinzechen.
Dies wurde gerade im Weitmarer Holz auch zu einem gravierenden Umweltproblem. Somit wurde das Abbaugebiet nicht nur ein, heute unbekannter, Motor des Wirtschaftswunders, sondern auch der Start eines sich wandelnden Umweltbewusstseins. Es wurde vonseiten der Bürger und der Stadtverwaltung versucht, eine rücksichtslose Unterordnung der Natur unter industrielle Interessen zu unterbinden.
1955 wurde die Zeche dann nach dem Besitzer benannt. Der Abbau erfolgte im Flöz Röttgersbank. Im Jahr 1957 erreichte die Zeche mit 11.017 Tonnen bei 41 Beschäftigten ihr größtes Förderergebnis unter den Namen Haunert. Die Stilllegung erfolgte am 31. Januar 1959.
Die Kleinzeche liegt im Grubenfeld der Zeche Prinz Regent. Damit ist die E.ON AG in Essen als Rechtsnachfolgerin die Eigentümerin.
Die oberirdische Fördereinrichtung der Kleinzeche wurde im Jahr 2017 von dem Knappenverein Schlägel & Eisen unter Leitung von Dr. Rainer Dickhut rekonstruiert. Sie wurde von Lehrlingen der Firma Deilmann Haniel nachgebaut. Sie wurde im Juni 2017 eröffnet.
Die Bergbaugeschichte vom Abbau von Erzen und Kohle bis zum Beginn des Tiefbaus, die typischen Kleinzeche des Nachkriegsbergbaues und die Transportwege können anhand von Informationstafeln nachvollzogen werden. Es ist der einzige Nachbau einer Kleinzeche im Bochumer Raum. Sie ist Teil der Route der Industriekultur, Themenroute „Bochum – Industriekultur im Herzen des Reviers“.